# Malcolm McLaren
Malcolm Robert Andrew Edwards (Londres, Inglaterra, 22 de enero de 1946-Bellinzona, Suiza, 8 de abril de 2010) más conocido como Malcolm McLaren, fue un músico y empresario, mánager y productor británico que saltó a la fama como agente del famoso grupo de la primera ola del punk Sex Pistols.

## Biografía
McLaren era hijo de Pete, un ingeniero escocés, y su esposa Emmy; el padre abandonó el hogar cuando el pequeño Malcolm tenía dos años, siendo criado por su abuela Rose.
Le atrajo el movimiento de la Internacional Situacionista, que promovía actos absurdos y de provocación, como medio de la promulgación de los cambios sociales. En 1968, McLaren trató sin éxito de viajar a París para tomar parte en las manifestaciones estudiantiles de ese tiempo. McLaren posteriormente adopta ideas situacionistas en su promoción de los diversos grupos de pop y rock, con los que pronto se involucraría.
McLaren asistió a varios colegios de arte británicos aunque no terminó los estudios ya que se dedicó a diseñar ropa y comercializar moda junto con su compañera la diseñadora Vivienne Westwood. En 1974 fue brevemente agente del grupo musical proto-punk New York Dolls aunque sin mucho éxito. En 1975, sin embargo, cumplió un rol importante en la formación de Sex Pistols, banda punk que tuvo una corta pero intensa carrera durante la cual grabaron clásicos como "Anarchy in the U.K." y "God Save the Queen". Luego manejó a otros artistas como Adam Ant y el grupo Bow Wow Wow. 
Ya en los años 1980 McLaren grabó sus propios discos los cuales tuvieron buena acogida, especialmente en el Reino Unido. Su última grabación que apareció en las listas de éxitos fue "Buffalo Gals Stampede" en 1998.
McLaren falleció el 8 de abril de 2010 a causa de un derrame cerebral causado por un tumor, enfermedad que hacía tiempo que padecía.

## Discografía solista
- Duck Rock (1983)
- Fans (1984)
- Swamp Thing (1986)
- Waltz Darling (1989)
- Round the Outside! Round the Outside! (1990)
- The Largest Movie House in Paris (1990)
- Paris (1994)
- Buffalo Gals Back to Skool (1998)
- Tranquilize (2005)